# Domenico Gilardoni
Domenico Gilardoni (* 1798 in Neapel; † 1831 in Neapel) war ein neapolitanischer Librettist. Er schrieb zahlreiche Libretti für an verschiedenen Theatern Neapels uraufgeführte Opern von Gaetano Donizetti, Vincenzo Bellini und Giovanni Pacini. Die Qualität von Gilardonis Texten ist umstritten, Kritikern gelten sie als Beispiel für die „niederschmetternde Abgedroschenheit und Geschmacklosigkeit vieler Operntexte der ersten Hälfte des 19. Jahrhunderts“.

## Libretti
- Bianca e Fernando, Musik von Vincenzo Bellini, 1826
- Otto mesi in due ore, Musik von  Gaetano Donizetti, 1827
- Il borgomastro di Saardam, Musik von  Gaetano Donizetti, 1827
- Le convenienze ed inconvenienze teatrali, Musik von  Gaetano Donizetti, 1827
- L’esule di Roma, Musik von  Gaetano Donizetti, 1828
- Gianni di Calais, Musik von  Gaetano Donizetti, 1828
- Ulisse in Itaca, Musik von  Luigi Ricci, 1828
- Il paria, Musik von  Gaetano Donizetti, 1829
- Il giovedì grasso, Musik von  Gaetano Donizetti, 1829
- I fidanzati ossia Il connestabile di Chester, Musik von  Giovanni Pacini, 1829
- Il diluvio universale, Musik von  Gaetano Donizetti, 1830
- I pazzi per progetto, Musik von  Gaetano Donizetti, 1830
- Francesca di Foix, Musik von  Gaetano Donizetti, 1831
- Il ventaglio, Musik von  Pietro Raimondi, 1831
- La romanzesca e l’uomo nero, Musik von  Gaetano Donizetti, 1831
- Fausta, Musik von  Gaetano Donizetti, 1832